# لوك ماكديرموت
لوك ماكديرموت (بالإنجليزية: Luke McDermott)‏ هو لاعب هوكي الجليد أمريكي، ولد في 1 سبتمبر 1987.

## روابط خارجية
- لوك ماكديرموت على موقع Paralympic.org (الإنجليزية)
- لوك ماكديرموت على موقع IPC.InfostradaSports.com (مؤرشف) (الإنجليزية)
- لوك ماكديرموت على موقع اللجنة الأولمبية والبارالمبية الأمريكية (الإنجليزية)